# 保加利亚社会民主工党
保加利亚社会民主工党（羅馬化：Bălgarska rabotničeska socialdemokratičeska partija，缩写为BRSDP）是保加利亚历史上的一个社会主义政党。该党成立于1894年7月，由保加利亚社会民主党与保加利亚社会民主联盟合并而成。1903年，该党召开“十大”，会上发生分裂，形成保加利亚社会民主工党（广泛派社会主义者）和保加利亚社会民主工党（紧密派社会主义者）。